# بلانکا استجکوف
بلانکا استجکوف (به انگلیسی: Blanka Stajkow) (زاده ۲۳ مهٔ ۱۹۹۹) خواننده، آهنگساز و مدل لهستانی است.
او نماینده لهستان در یوروویژن ۲۰۲۳ بود.